# Linea Nanakuma
La linea Nanakuma (七隈線?, Nanakuma-sen) o linea 3, è la più recente delle tre linee della metropolitana di Fukuoka, nella città di Fukuoka, in Giappone. Unisce la stazione di Hashimoto nel quartiere di Nishi-ku con la stazione di Tenjin-Minami nel quartiere di Chūō-ku e corre per tutta la sua lunghezza nel territorio comunale.
Come le altre linee della rete, le stazioni sono dotate di porte di banchina a mezza altezza e i treni sono guidati automaticamente, limitando le operazioni per il conducente.

## Storia
Inizialmente la linea Nanakuma venne pianificata negli anni sessanta del secolo scorso per garantire accesso alle università Nakamura Gakuen e Fukuoka, e nel 1975 venne deciso il tracciato unente Tenjin-Minami e Jōnan. Alla fine tuttavia il capolinea finale venne portato ad Hashimoto. I lavori iniziarono il 22 gennaio 1998, e la linea, aperta il 3 febbraio 2005, è stata la quarta linea metropolitana giapponese a motore lineare. La linea passa per la zona sud-ovest di Fukuoka, che prima della costruzione era mal dotata di trasporti pubblici.

### Progetti futuri
Dal 2010 sono iniziati i lavori di estensione della linea per portarla alla stazione di Hakata. Il nuovo tracciato sarà lungo 1,4 km e conterrà due nuove stazioni. Il completamento dei lavori è previsto per il 2020.

## Fermate
| Num.                  | Stazione       | Giapponese | Distanza interst. | Distanza totale | Collegamenti                                                                                               | Simbolo                                    | Colore    | Posizione |
| --------------------- | -------------- | ---------- | ----------------- | --------------- | --- | ------------------------------------------ | --------- | --------- |
| N01                   | Hashimoto      | 橋本       | -                 | 0.0             | | Monte Iimori e acero                       | ■DIC-121  | Nishi-ku  |
| N02                   | Jirōmaru       | 次郎丸     | 1.0               | 1.0             | | Lucciola                                   | ■DIC-641  | Sawara-ku |
| N03                   | Kamo           | 賀茂       | 0.7               | 1.7             | | Pesce gatto dell'Amur                      | ■DIC-455  | Sawara-ku |
| N04                   | Noke           | 野芥       | 0.9               | 2.6             | | Camelia sull'acqua                         | ■DIC-2486 | Sawara-ku |
| N05                   | Umebayashi     | 梅林       | 0.8               | 3.4             | | Fiore di susino e bocciolo                 | ■DIC-50   | Jōnan-ku  |
| N06                   | Fukudaimae     | 福大前     | 0.9               | 4.3             | | Nibbio e berretto da scolaro               | ■DIC-641  | Jōnan-ku  |
| N07                   | Nanakuma       | 七隈       | 0.6               | 4.9             | | Sette macchine esagonali                   | ■DIC-455  | Jōnan-ku  |
| N08                   | Kanayama       | 金山       | 0.8               | 5.7             | | Moneta triangolare stilizzata e arcobaleno | ■DIC-121  | Jōnan-ku  |
| N09                   | Chayama        | 茶山       | 0.8               | 6.5             | | Foglia da te                               | ■DIC-2554 | Jōnan-ku  |
| N10                   | Befu           | 別府       | 1.0               | 7.5             | | Ponte di Befu e nuvole                     | ■DIC-641  | Jōnan-ku  |
| N11                   | Ropponmatsu    | 六本松     | 0.8               | 8.3             | | Pino                                       | ■DIC-2554 | Chūō-ku   |
| N12                   | Sakurazaka     | 桜坂       | 0.9               | 9.2             | | Petali di ciliegio                         | ■DIC-50   | Chūō-ku   |
| N13                   | Yakuin-ōdōri   | 薬院大通   | 1.0               | 10.2            | | Elefante e fiore                           | ■DIC-121  | Chūō-ku   |
| N14                   | Yakuin         | 薬院       | 0.6               | 10.8            | Linea Nishitetsu Tenjin-Ōmuta                                                                              | Mortaio con pesto                          | ■DIC-2554 | Chūō-ku   |
| N15                   | Watanabe-dōri  | 渡辺通     | 0.5               | 11.3            | | Tram                                       | ■DIC-2486 | Chūō-ku   |
| N16                   | Tenjin-Minami  | 天神南     | 0.7               | 12.0            | Linea Kūkō (Tenjin） Linea Nishitetsu Tenjin-Ōmuta (Nishitetsu Fukuoka (Tenjin))                           | Bambino che gioca con un Tōryanse          | ■DIC-50   | Chūō-ku   |
| Tratta in costruzione |                |            |                   |                 | |                                            |           |           |
|                       | Nuova stazione | -          | 0.9               | 12.9            | |                                            |           | Hakata-ku |
|                       | Hakata         | 博多       | 0.9               | 13.8            | Linea Kūkō Sanyō Shinkansen Kyūshū Shinkansen Linea principale Kagoshima Linea Chikuho Linea Hakata Minami |                                            |           | Hakata-ku |